# Megastigmus albifrons
Megastigmus albifrons is een vliesvleugelig insect uit de familie Torymidae. De wetenschappelijke naam is voor het eerst geldig gepubliceerd in 1869 door Walker.